# Jimmy Goodrich
Pour les articles homonymes, voir Goodrich.
Jimmy Goodrich, de son vrai nom James Edward Moran, est un boxeur américain né le 30 juillet 1900 à Scranton, Pennsylvanie, et mort le 24 septembre 1982 à Fort Myers, Floride.

## Carrière
Passé professionnel en 1918, il remporte le titre vacant de champion du monde des poids légers le 13 juillet 1925 en battant par arrêt de l'arbitre au 2e round Stanislaus Loayza. Goodrich s'incline en revanche dès la première défense de son titre face à Rocky Kansas le 7 décembre 1925 (défaite aux points en 15 rounds).

## Référence
1. ↑  (en) Jimmy Goodrich vs. Stanislaus Loayza (boxrec.com)